# 1681년 양양 지진
1681년 양양 지진(襄陽地震)은 조선 숙종 7년(1681년) 6월 12일과 6월 26일 강원도 양양군에서 두 차례에 걸쳐 발생한 지진으로, 지금으로 치면 규모 7.5의 강진이 일어난 것으로 추정되었던 것으로 보인다. 그래서 한반도에서 17세기 당시에 역대급 최악의 지진으로 기록하였고, 최대 진도는 1차 지진은 VIII를, 2차 지진은 VIII에서 IX 사이인 것으로 추정된다. 그 당시의 기록상 규모 6~7급의 지진이 양양군에서 발생된 것으로 나와 있어, 조선왕조실록과 승정원일기에 따르면, 간방으로부터 곤방까지 지진이 있었고 집이 매우 흔들렸고 창, 벽 등이 흔들리는 것 외에도 길을 가던 사람 중 말이 놀라 떨어져 죽은 사람이 있었던 것으로 보고되었고, 승정원일기에 나오는 내용으로는 지진이 전후 변이 현상이 커졌던 것으로 드러난다. 그 외에도 2차 지진이 일어난 것은 1차 지진 발생 이후 빈도는 더 컸으나, 지진의 상황을 봐도 돌이 흔들리고 산악마저 추락하는 등 붕괴 조짐의 시작이 있었던 것으로 나와 있었다고 숙종실록에 별도로 보고하였다.
강원도(江原道)에서 지진(地震)이 일어났는데, 소리가 우레가 같았고 담벽이 무너졌으며, 기와가 날아가 떨어졌다. 양양(襄陽)에서는 바닷물이 요동쳤는데, 마치 소리가 물이 끓는 것 같았고, 설악산(雪岳山)의 신흥사(神興寺) 및 계조굴(繼祖窟)의 거암(巨巖)이 모두 붕괴[崩頹]되었다. 삼척부(三陟府) 서쪽 두타산(頭陀山) 층암(層巖)은 옛부터 돌이 움직인다고 하였는데, 모두 붕괴되었다. 그리고 부(府)의 동쪽 능파대(凌波臺) 수중(水中)의 10여 장(丈) 되는 돌이 가운데가 부러지고 바닷물이 조수(潮水)가 밀려가는 모양과 같았는데, 평일에 물이 찼던 곳이 1백여 보(步) 혹은 5, 60보 노출(露出)되었다. 평창(平昌)·정선(旌善)에도 또한 산악(山岳)이 크게 흔들려서 암석(巖石)이 추락하는 변괴(變怪)가 있었다. 이후 강릉(江陵)·양양(襄陽)·삼척(三陟)·울진(蔚珍)·평해(平海)·정선(旌善) 등의 고을에서 거의 10여 차례나 지동(地動)하였는데, 이때 8도(八道)에서 모두 지진이 일어났다.
 — 조선왕조실록

## 기본 정보
- 발생 일시 : 1차 - 숙종 7년 (1681년) 6월 12일 신시(오후 4시대로 추정), 2차 - 동년 6월 26일
- 최대 진도 : 1차 - VIII, 2차 - VIII ~ IX
- 지진 규모 : 아래와 같음
  - 1차 : M 6.5 ~ M 7.0 (KMA 지진연구소)
  - 2차 : M 7.5 (KMA, NGDC, 가사하라 준조 도쿄 대학교 명예교수)
  - 최대 진도 : 1차 - 진도 5강~6약, 2차 - 진도 6약~6강 (일본 기상청 진도 계급 기준)
- 쓰나미 여부 : 있음
- 피해 보고 : 불명함.